# John Baptiste Calkin
John Baptiste Calkin (* 16. März 1827 in London; † 15. Mai 1905) war ein englischer Komponist, Organist und Musikpädagoge.

## Leben und Wirken
Calkin wurde von seinem Vater, dem Pianisten, Cellisten und Komponisten James Calkin, unterrichtet und wirkte dann von 1846 bis 1853 als Organist am St. Columba's College in Dublin. Nach seiner Rückkehr nach London war er Organist an mehreren Kirchen sowie Professor an der Guildhall School of Music und später am Croydon Conservatory.
Sein bekanntestes Werk ist die Vertonung des populären Weihnachtsliedes I Heard the Bells on Christmas Day von Henry Wadsworth Longfellow. Er komponierte außerdem kirchenmusikalische Werke, Hymnen und Anthems.
| Personendaten    | Personendaten                                    |
| ---------------- | ------------------------------------------------ |
| NAME             | Calkin, John Baptiste                            |
| KURZBESCHREIBUNG | englischer Komponist, Organist und Musikpädagoge |
| GEBURTSDATUM     | 16. März 1827                                    |
| GEBURTSORT       | London                                           |
| STERBEDATUM      | 15. Mai 1905                                     |